# ایتوکو کیشیبه
ایتوکو کیشیبه (به ژاپنی: 岸部 一徳، Ittoku Kishibe) (زادهٔ ۹ ژانویهٔ ۱۹۴۷) موسیقی‌دان و هنرپیشه اهل ژاپن است. از فیلم‌هایی که وی در آن نقش داشته است، می‌توان به شمشیر ناامیدی اشاره کرد.